# Лескова, Татьяна Юрьевна
Татьяна Юрьевна (по сцене — Таня) Леско́ва (род. 6 декабря 1922, Париж, Франция) — артистка балета, педагог и хореограф, специалист по восстановлению балетов Леонида Мясина. Наравне с Ниной Вершининой и Игорем Швецовым стояла у истоков зарождения балетной школы в Бразилии, внесла огромный вклад в становление и развитие бразильского балета.
Дочь манекенщицы Елены Лесковой (урожд. баронессы Медем) и дипломата Юрия Лескова, единственная правнучка русского писателя Николая Лескова, по жене писателя Екатерине Степановне Бубновой (Савицкой) — 5-правнучка киевского архитектора Ивана Григорьевича Григоровича-Барского.

## Биография

### Родители
Отец Татьяны, Юрий Лесков, родился в 1892 году в Санкт-Петербурге, в семье Андрея Николаевича Лескова, сына писателя, и его супруги Ольги. После окончания Императорского Александровского лицея служил поручиком Нижегородского драгунского полка, участвовал в Первой мировой войне, затем работал в Министерстве иностранных дел. Незадолго до революции женился на дочери барона Н. В. Медем Елене, вскоре после чего получил назначение на дипломатический пост сначала в Сербию, а затем в Великобританию.
После революции родители Татьяны безуспешно пытались вернуться в Россию через Константинополь. Вернувшись в Англию, они сели на ледокол, направляющийся в Мурманск (со слов самой Татьяны, корабль должен был забрать из России членов императорской семьи, однако приказ был отозван премьер-министром Великобритании Ллойд Джорджем). Полгода спустя, так и не зайдя в российский порт, ледокол вернулся в Осло, откуда Лесковы через некоторое время отплыли в Италию. В 1922 году супруги переехали из Венеции в Париж, где у них вскоре родилась дочь. Юрий, знавший несколько языков, начал работать переводчиком, Елена же устроилась манекенщицей в модный дом Эльзы Скиапарелли. Вскоре после этого родители расстались.

### Учёба и карьера
Татьяна училась в школе для девочек княгини Палей, находившейся под Парижем, в Кэнси-су-Сенар. В возрасте девяти лет она потеряла мать, умершую от туберкулёза. Сама Татьяна в детстве была физически слабым и болезненным ребёнком. В пять лет её отсылали поправлять здоровье горным воздухом в Пиренеи, затем доктор посоветовал ребёнку заняться гимнастикой. Так как её отец был заядлым балетоманом, а бабушка работала аккомпаниатором в балетной школе А. Р. Нестеровской, было решено, что девочка начнёт заниматься балетом. В 1932 году её показали Любови Егоровой, которая не занималась с маленькими детьми, а потому посоветовала Николая Кремнева. Освоив у него азы классического танца, Татьяна вернулась к Егоровой, у которой занималась до четырнадцати лет и к которой потом, уже будучи солисткой, неоднократно обращалась за помощью. Во время войны вместе с Шовире, Жанмер и Скорик занималась у Бориса Князева. Как танцовщица обладала сильной техникой и хорошим прыжком.
В 1937—1938 годах Татьяна стажировалась в балетной труппе театра Опера-Комик, которой руководил Константин Черкасс. Одновременно в 1937—1939 годах танцевала в труппе «Балет юности», созданной Егоровой для своих учеников. По приглашению Жан-Луи Водойе танцевала на сцене Комеди-Франсэз в прологе постановки Мольера. В 1939 году участвовала в вечере, данном в память 10-летия со дня смерти Сергея Дягилева в Тюильри, в павильоне Марсан («Сильфиды», Юноша — Серж Лифарь). В том же году была принята в состав Оригинального русского балета полковника де Базиля: Сергей Григорьев и Любовь Чернышёва отобрали её и Женевьеву Мулен на уроке у Егоровой. Готовила партии с репетиторами труппы Татьяной Шамье, Ларисой Обыденной и Марианом Ладре. Исполняя сольные партии в балетах Михаила Фокина, репетировала с самим балетмейстером.
Танцевала в составе труппы до 1945 года, выступала с ней в Великобритании (май—июль 1939), Австралии (куда отплыли в ноябре 1939), затем в США (Лос-Анджелес и Сан-Франциско). В 1941 году дальнейшие гастроли были сорваны: во время поездки на Кубу восемнадцать танцовщиков во главе с Альберто Алонсо объявили забастовку и покинули труппу, уехав в Нью-Йорк. Остальные артисты «Русских балетов» остались без средств к существованию: в Гаване было дано всего два представления, после чего театр разорвал контракт — для исполнения спектаклей не хватало кордебалета.
Танцовщики полгода жили на острове, подрабатывая, кто как мог (организатор поездки Сол Юрок отказался выплачивать жалование артистам, которые, имея нансеновские паспорта, не могли ни вернуться домой, в охваченную войной Европу, ни уехать по следующему контракту в Южную Америку, так как труппа развалилась). Татьяна в составе небольшой группы, организованной Давидом Лишиным, ездила с выступлениями по острову, танцевала поставленные им «африканские танцы» в ночном клубе «Тропикана».
Когда де Базиль смог заключить контракты на выступления в Детройте и затем в Канаде, Мексике, Аргентине и Бразилии, его труппа, лишившаяся таких звёзд, как Баронова, Туманова и Рябушинская, продолжил своё турне с составом молодых солистов, в число которых вошла и Татьяна.
Будучи в Буэнос-Айресе, хотела перейти в театр Колон для того, чтобы иметь возможность работать с Баланчиным — однако не смогла этого сделать по причине своего несовершеннолетия. В 1945 году в Рио-де-Жанейро Татьяне и её подруге Анне Волковой был предложен выгодный контракт на четыре месяца с казино «Копакобана», имевшее свой театр и собственного хореографа. Так как де Базиль отказался предоставить им отпуск, они обе оставили труппу. Хороший гонорар дал возможность Волковой открыть балетную школу. Вскоре, решив выйти замуж за австралийца и покинуть Рио-де-Жанейро, она передала школу Лесковой.
В 1948 году Татьяна, как и многие другие танцовщики своего времени, организовывала собственную небольшую труппу. В 1950 году стала солисткой Оперного театра Рио-де-Жанейро, затем возглавила его балетную труппу; работала с ней над постановками балетов из классического репертуара, в 1952 году основала при театре балетную школу. Приглашала в Рио-де-Жанейро для постановок своих коллег по «Русским балетам»: закончив танцевать, для неё сделала несколько танцев Нини Тейладе, ставили свои балеты Жорж Скибин, Игорь Швецов, Уильям Доллар, дважды приезжал Леонид Мясин.
В конце 1960 года, будучи в отпуске в Париже, встретилась там с Мясиным, который пригласил Татьяну стать его ассистенткой при подготовке к V Международному фестивалю танца в Нерви, художественным руководителем которого он был. В период с марта по август следующего года Мясин при помощи Татьяны возобновил свои балеты «Прекрасный Дунай» и «Хореартиум», «Шехеразаду» Фокина, а также поставил три новых балета, в которых балерина участвовала и как исполнитель.
Позднее Лескова стала признанным специалистом по восстановлению балетов Мясина (которые также возобновлял его сын Лорка, хотя его работа подвергалась серьёзной критике со стороны артистов, работавших с Мясиным). Возобновила такие балеты хореографа, как «Предзнаменования» (Парижская опера, по приглашению Рудольфа Нуриева, 1989), «Хореартиум», «Прекрасный Дунай».
В 1985—1990 годах по приглашению балерины Ольги Лепешинской приезжала в Москву, в Большой театр. В 2001 и 2003 годах посетила в Орле дом-музей своего прадедушки, Николая Лескова. Передала музею семейные реликвии — лицейский значок и лицейские кольца своего отца.
В январе 2022 года Татьяна Лескова была награждена медалью «Риу-Бранку» Министерства иностранных дел Бразилии за весомый вклад в развитие балета и танцевального искусства в республике. Церемония прошла во дворце представительства внешнеполитического ведомства в Рио-де-Жанейро. Указ о награждении Лесковой был подписан в ноябре 2021 года президентом Бразилии.
6 декабря 2022 года удостоилась поздравления со столетием на первой странице главной бразильской газеты «О глобо»
18 ноября в петербургском кинотеатре «Англетер» прошла премьера документального фильма «Донна Таня», снятого российской съёмочной группой в Бразилии по сценарию Майи Кучерской.

## Репертуар
Оригинальный Русский балет
- Сильфида, «Сильфиды» Михаила Фокина на музыку Фредерика Шопена[* 5]
- Флорентийская красавица, «Паганини» Михаила Фокина на музыку Сергея Рахманинова

Городской театр Рио-де-Жанейро
- «Этюды» Гарольда Ландера

## Постановки
Возобновления балетов Мясина
- «Предзнаменования» на музыку Пятой симфонии Чайковского — с труппой парижской Оперы (по приглашению Рудольфа Нуриева), затем — в балете Джоффри.
- «Хореатриум» на музыку Четвёртой симфонии Брамса — Датский королевский балет, Бирмингемский королевский балет, Национальный балет Нидерландов[англ.].
- «Прекрасный Дунай» на музыку Иоганна Штрауса-сына — Национальный балет Нидерландов.